# Сибирь (регбийный клуб, Красноярск)
Регбийный клуб «Сибирь» — команда по регби из Красноярска. Основана в 2005 году. Выступала в чемпионате России по регби. В сезонах 2010-2012 играла только в регби-7. Впоследствии распалась.

## История
Клуб основан в 2005 году двумя бывшими игроками «Енисея-СТМ» и сборной России братьями Романом и Юрием Шелепковыми. Братья Шелепковы пригласили в «Сибирь» своих бывших одноклубников Михаила Гаранина, Антона Сорокина, а также регбистов Красного Яра Константина Серякова, Александра Лудова, Андрея Юдина и заявились в Высшую лигу чемпионата России по регби.
В 2006 году команда выиграла розыгрыш Высшей лиги, обойдя таких старожилов лиги, как Фили, дубли Славы и ВВА-Подмосковье.
В сезоне 2007 года клуб занял второе место в Высшей лиге, пропустив вперед более мастеровитых регбистов из Пензы.
На предварительном этапе сезона 2008 года клуб занял 6-е место в зоне «Восток», а по результатам выступления в турнире за 7-11 места занял верхнюю строчку турнирной таблицы, став, таким образом, седьмой командой чемпионата России по регби.
В 2009 году команда стала называться регбийный клуб «Космос» (Красноярск).